# Hypanthidioides limbata
Hypanthidioides limbata är en biart som först beskrevs av Fabricius 1804.  Hypanthidioides limbata ingår i släktet Hypanthidioides och familjen buksamlarbin. Inga underarter finns listade i Catalogue of Life.